# نادي نوفيسي
نادي نوفيسي (بالإيطالية: U.S.D. Novese)‏، نادي كرة قدم إيطالي يقع في مدينة نوفي ليغوري في إيطاليا، تأسس عام 1919 ويلعب حاليا في الدوري الإيطالي الدرجة السابعة (بريما كاتيغوريا).
خلال تاريخ النادي استطاع الفوز بلقب الدوري الإيطالي مرة واحدة وكان ذلك في موسم 1921-1922. يمتلك النادي إنجاز فريد من نوعه فهو النادي الوحيد الذي فاز بلقب الدوري الإيطالي ولم يشارك في الدرجة الأولى أو في الدرجة الثانية، حيث فاز بلقب البطولة قبل نظام البطولة الحالي.
فاز بدوري الدرجة السادسة مرتين (موسم 1941-42 و1951-52).